# Suchumi
Suchumi (georgiska: სოხუმი, Sochumi; abchaziska: Аҟəа, Aqwa; ryska: Сухум, Suchum) är en stad i Abchazien i nordvästra Georgien med 62 914 invånare (2011).
Suchumi betraktas av de flesta länder som de jure huvudstad i den georgiska Autonoma republiken Abchazien, vars regering emellertid befinner sig i exil i Tbilisi sedan kriget 2008. Staden är de facto regeringssäte för den  abchaziska utbrytarrepubliken, Republiken Abchazien.

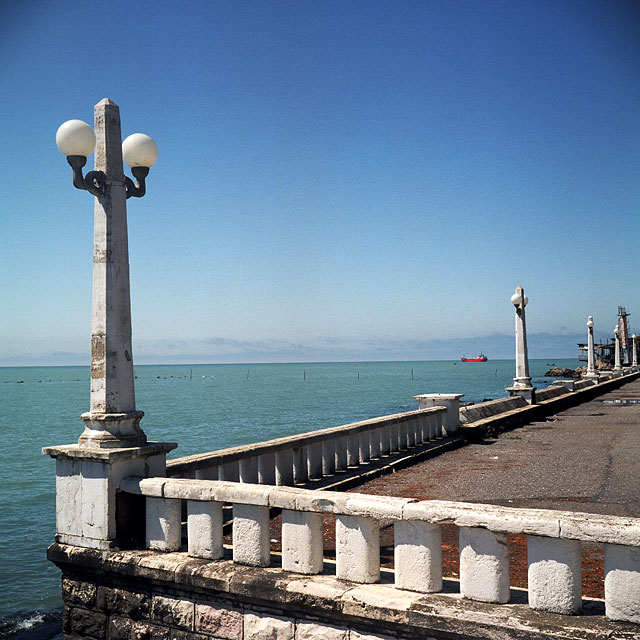
Svarta havet vid Suchumi

## Historia
I mitten av 500-talet f.Kr. grundade grekiska handelsmän från Miletos handelsstaden Dioskurias vid Suchumis nuvarande läge. Under romartiden fick staden namnet Sebastopolis. Det nuvarande namnet uppkom senare, först som Tschumi, vilket härleds antingen till svanetiska för "varm" eller till georgiska för "avenbok".
Efter den osmanska erövringen på 1570-talet blev namnet Sohumkale, vilket är en förenkling av det georgiska namnet, möjligen förstärkt av de turkiska orden su, "vatten", och kum, "sand", samt det turkiska ordet kale, "borg". Staden blev rysk 1810 och fick stadsrättigheter 1848. Den skadades svårt under den georgisk-abchaziska konflikten 1991-1994.

## Geografi och ekonomi
Suchumi ligger vid en bred bukt på Svarta havets östkust, och fungerar som hamn, järnvägsnav och semesterresmål. Staden är känd för sina stränder, sanatorier, spa och sitt fuktigt semitropiska klimat. Staden är också en viktig flyglänk för Abchazien, och stadens flygplats ligger nära själva staden. I Suchumi finns ett antal små och medelstora hotell och staden får besök främst från ryska turister. Staden underhåller också flera historiska botaniska trädgårdar, vilka grundades 1840. Fram till 1992 var det en mångkulturell stad, där över nio olika språk talades.
Staden har ett antal forskningsinstitut, bland annat Abchaziens statsuniversitet, samt en filial av Tbilisis statsuniversitet. Under sovjettiden fanns en berömd apuppfödningsgård i staden. Mellan 1945 och 1954 ingick stadens elektrofysiska laboratorium i ett sovjetiskt program med mål att framställa kärnvapen.
Staden har en flygplats, Suchumi Dranda flygplats, som var som mest aktiv under sovjettiden. Numer går därifrån endast flyg till den mindre bergsbyn Pschu.